# Joop Harmans
Johannes Jozephus Franciscus "Joop" Harmans (29 de outubro de — 2 de fevereiro de 2015) foi um ciclista holandês que representou os Países Baixos nos Jogos Olímpicos de Verão de 1948 em Londres, onde foi eliminado juntamente com sua equipe nacional na primeira rodada de perseguição por equipes masculino. Harmans nasceu em Amsterdã e tornou-se campeão nacional holandês na prova de 50 km em 1946. Após sua aparição olímpica, ele trabalhou como gerente de uma fábrica de bicicletas e mais tarde abriu sua própria loja em Amsterdã.